# Independent Broadcasting Authority
Independent Broadcasting Authority (IBA, ungefär "Fristående rundradiomyndigheten") var en brittisk myndighet som hade ansvar för tillståndgivning och sändarunderhåll av marksänd kommersiell television och radio. Myndigheten grundades som Independent Television Authority 1954, men blev IBA när dess ansvarsområde vidgades till lokalradio genom en lag 1972.
Direkt efter namnbytet började IBA planera de nya lokalradiostationerna, Independent Local Radio (ILR). De första ILR-stationerna började sända 1973.
IBA:s första genomgång av tillstånden för sändning på ITV-nätverket ledde inte till att något företag förlorade några tillstånd 1974.
I början av 1980-talet skulle ITV-tillstånden förnyas igen. Westward Television och Southern Independent Television förlorade sina tillstånd och ersattes av Television South West respektive Television South. ATV, som sände i Midlands, förändrades och bytte namn till Central Independent Television. Dessutom gavs tillstånd till TV-am som skulle börja sända TV-morgonprogram i maj 1983 (vilket flyttades fram till februari 1983).
Ytterligare ett ITV-nätverk hade diskuterats sedan det första startade, men intresset var för svalt. I dess ställe startade IBA i november 1982 Channel 4 som sände i hela Storbritannien, undantaget Wales där S4C sände.
I slutet av 1980-talet gav IBA tillstånd till en ny satellittjänst. Det blev British Satellite Broadcasting som fick tillståndet, men de hann bara sända i några månader under 1990 innan de fusionerade med konkurrenten Sky Television.
1990 kom även en ny tv-lag som ledde till avreglering av tv och radio i Storbritannien och att IBA avskaffades. Dess kontrollerande delar överfördes till Independent Television Commission (ITC), Broadcasting Standards Commission (BSC) och Radio Authority. Alla dessa myndigheter ersattes sedermera av Ofcom. IBA:s sändare överfördes till företaget National Transcommunications Limited.